# Fontana al Capo Posillipo

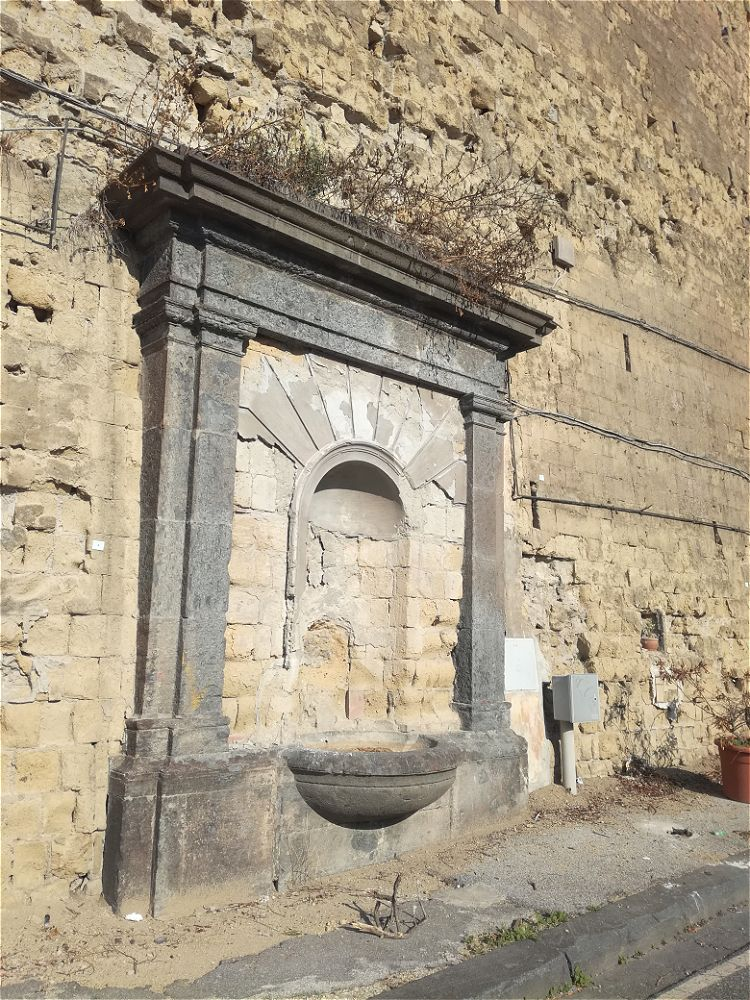
La fontana (in degrado)

La fontana al Capo Posillipo è una delle fontane storiche di Napoli; è sita nella piazzetta che si affaccia sul litorale flegreo.
Di questa struttura idrica, si sa ancora molto poco; ma, attraverso degli attenti studi si è intuito che, molto probabilmente, è stata costruita tra il XIV e il XV secolo. La sua conformazione è tipicamente a edicola, in piperno, con lesene doriche e nicchia al centro. In origine vi si trovava una testa di leone che fungeva da gettante. Oggi, nonostante si tratti di un'antica struttura della città, è completamente preda dell'incuria e del degrado.